# ستروما (روستا)
ستروما (به بلغاری: Struma) یک منطقهٔ مسکونی در بلغارستان است که در ساندانسکی واقع شده‌است.